# Cabril (Pampilhosa da Serra)
Cabril é uma povoação portuguesa sede da Freguesia de Cabril do Município de Pampilhosa da Serra, freguesia com 34,47 km² de área e 244 habitantes (censo de 2021), tendo, por isso, uma densidade populacional de 7,1 hab./km².

## Demografia
A população registada nos censos foi:
| Distribuição da População por Grupos Etários | Distribuição da População por Grupos Etários | Distribuição da População por Grupos Etários | Distribuição da População por Grupos Etários | Distribuição da População por Grupos Etários |
| -------------------------------------------- | -------------------------------------------- | -------------------------------------------- | -------------------------------------------- | -------------------------------------------- |
| Ano                                          | 0-14 Anos                                    | 15-24 Anos                                   | 25-64 Anos                                   | > 65 Anos                                    |
| 2001                                         | 30                                           | 25                                           | 112                                          | 142                                          |
| 2011                                         | 13                                           | 12                                           | 97                                           | 109                                          |
| 2021                                         | 8                                            | 16                                           | 116                                          | 104                                          |

## Freguesia
Além da sede, a freguesia é composta pelas seguintes povoações:
- Armadouro
- Foz Ribeiro
- Malhou
- Portela Armadouro
- Porto Égua
- Praçais
- Quinta Silva
- Ribeiros
- Sanguessuga
- Sobralinho
- Vale Derradeiro
- Vale Grande
- Vale Mosqueiro

## Património
- Igreja de São Domingos (matriz)
- Capelas de Santa Apolónia, de Santo António, da Senhora dos Milagres, de Prassege, de Nossa Senhora das Febresm da Senhora da Conceição e de Santa Luzia
- Alminhas do Armadouro
- Lugares da Ribeira e de Vale Grande

## Associativismo
- Liga de Melhoramentos da Freguesia de Cabril.